# 엄광산
엄광산(嚴光山)은 부산광역시 서구 동대신동과 부산진구 개금동 사이에 걸쳐 있는 산이다. 
엄광산은 1995년 그 이름을 되찾기 전까지는 고원견산(高遠見山)으로 불렸다. 고원견산이란 명칭은 일본인에 의해서 만들어졌을 가능성이 높으며 그 시기는 일본 막부 말기인 18세기 초ㆍ중엽까지 거슬러 올라간다.
일제강점기부터 ‘산이 높아 멀리까지 볼 수 있다’는 뜻의 고원견산으로 불렀으나, 1995년 4월 ‘부산을 가꾸는 모임’의 ‘옛 이름 찾기 운동’으로 엄광산이란 이름을 되찾았다. 금정산맥 말단부에 속하며 구덕산, 구봉산과 이어져 있고 주로 안산암질의 암석으로 구성되었다. 엄광산은 주위에서 고도가 가장 높아 동구, 서구, 사하구, 북구, 해운대구 일부가 한눈에 내려다 보여 부산이 항구도시임을 실감하게 한다. 높이는 504m이다.
능선길의 갈림길이 너무 많아 길 선택의 어려움으로 계곡으로 빠지기가 쉽다. 만약 계곡길로 들어섰다면 다시 원점으로 가서 산길을 살피거나 주위를 지나는 인근 주민들에게 물어서 가면 된다.
이 산의 명칭에 관한 최초의 기록은 일본 에도 막부 시기 일본측 외교사절의 일원으로 조선을 다녀간 아메노모리 호슈(雨森芳州)가 귀국 후 저술한 《교린제성》(交隣提醒)에 원견악(遠見嶽)이라는 명칭이 있는데, 이것이 바로 지금의 고원견산(高遠見山)으로 《부산부사원고》(釜山府史原稿, 1938년 간행)에서 확인된다. 이 산의 정상에 올라서면 대한해협을 지나 멀리 일본의 쓰시마섬까지 바라 볼 수 있다는 의미에서 붙여진 것은 아닌가 싶다. 한국측 자료중 《동래부지》(東萊府誌)나 《동래군지》(東萊郡誌)등을 검토한 결과 고원견산의 이전 명칭은 엄광산(嚴光山)일 가능성이 높다고 한다. 결론적으로 엄광산의 이전 명칭으로 불리는 고원견산은 18세기 초ㆍ중엽 일본인들에 의해 붙여진 원견악이 고원견산이란 명칭으로 정리되어 그대로 사용되었다고 볼 수 있다.

## 같이 보기
- 한국의 산